# Liste des ducs de Värmland
Depuis le XIVe siècle, plusieurs princes ont été créés duc de Värmland (en suédois, Hertig av Värmland) par les rois de Suède successifs. Nominal depuis 1772, ce titre se transmet aussi à l’épouse du prince, qui est ainsi une duchesse consort.

## Liste des ducs et duchesses de Värmland

### Maison de Bjelbo
Sous la maison de Bjelbo, un prince a porté ce titre :
1. le prince  Erik Magnusson (1282-1318), de 1302 (titré aussi duc de Svealand, de Södermanland, duc de Västergötland, de Dalsland  et d'Halland du Nord (sv)) à sa mort (par Birger Magnusson)[1] 
 titre transmis à son épouse, la princesse Ingeborg Hakonsdatter (1301-1361), en tant que duchesse consort, de son mariage, en 1312 à 1326 ;

#### Armoiries

Armoiries du prince Eric.

### Maison de Vasa
Sous la maison Vasa, deux  princes et deux princesses ont porté ce titre :
1. le prince Charles de Suède (1550-1611), de 1560 (titré aussi duc de Södermanland et de Närke) à sa montée sur le trône en 1604 (par testament à la mort du roi Gustave Ier) ; 
 titre transmis à son épouse, la princesse Marie (1561-1589), en tant que duchesse consort, de son mariage, en 1579, à sa mort en 1589 ; 
 titre transmis à sa seconde épouse, la princesse Christine (1573-1625), en tant que duchesse consort, de son mariage, en 1592, à 1604 ;
2. le prince Charles-Philippe de Suède (1601-1622), de 1607 (titré aussi duc de Södermanland et de Närke) à sa mort (par Charles IX) ;

#### Armoiries

Armoiries du prince Charles.
Armoiries de la princesse  Marie.
Armoiries de la princesse Christine.

### Maison de Holstein-Gottorp
Sous la Maison de Holstein-Gottorp, un prince a porté ce titre :
1. le prince  Charles-Adolphe (1798), du  3 au 7 juillet 1798  (par Gustave IV Adolphe) ;

#### Armoiries

Armoiries du prince Charles-Adolphe.

### Maison Bernadotte
Sous la maison Bernadotte, deux princes  et deux  princesses ont porté et porte ce titre :
1. le prince Gustave (1858-1950), de 1858 (par Oscar II) à sa montée sur le trône en 1907 ; 
 titre transmis à son épouse, la princesse Victoria (1862-1930), en tant que duchesse consort, de son mariage, en 1881 à  1907 ;
2. le prince Carl Philip de Suède (1979), depuis 1979 (par Carl XVI Gustaf) ;
 titre transmis à son épouse, la princesse Sofia (1984), en tant que duchesse consort, de son mariage, en 2015 ;

#### Armoiries

Armoiries du prince Gustave de 1872 à 1905.
Armoiries de la princesse Victoria de 1881 à 1905.
Armoiries du prince Carl Philip.
Armoiries de la princesse Sofia.